# Saint-Ursanne
Saint-Ursanne era una antigua comuna suiza del cantón del Jura, situada en el distrito de Porrentruy. El 1 de enero de 2009 se fusionó con los municipios de Epauvillers, Epiquerez, Montenol, Montmelon, Ocourt y Seleute para formar la comuna de Clos du Doubs.
El municipio limitaba con las comunas de Seleute, Ocourt, Montmelon, Asuel, Montenol, Saint-Brais y Epauvillers.

## Enlaces externos

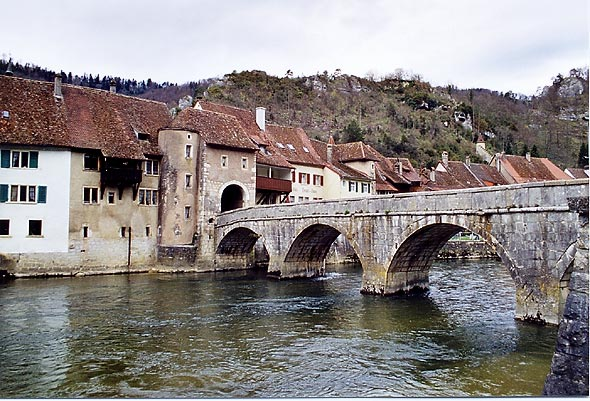
Vista del puente de Saint-Ursanne.